# Мелроуз (Минесота)
Мелроуз (енгл. Melrose) град је у америчкој савезној држави Минесота.

## Демографија
По попису из 2010. године број становника је 3.598, што је 507 (16,4%) становника више него 2000. године.
| Група             | 2000.         | 2010.         |
| Белци             | 2.684 (86,8%) | 2.731 (75,9%) |
| Афроамериканци    | 15 (0,5%)     | 33 (0,9%)     |
| Азијати           | 17 (0,5%)     | 22 (0,6%)     |
| Хиспаноамериканци | 381 (12,3%)   | 796 (22,1%)   |
| Укупно            | 3.091         | 3.598         |